# Pseudapis ampla
Pseudapis ampla là một loài Hymenoptera trong họ Halictidae. Loài này được Walker mô tả khoa học năm 1871.